# Lutra
Lutra es un género de mamíferos carnívoros de la subfamilia Lutrinae y de la familia Mustelidae. Incluye dos especies de nutrias.

## Especies
Hay dos especies de nutrias en este género y una subespecie:
- Lutra lutra
- Lutra nippon, especie ya extinta
- Lutra sumatrana